# Emil Cyran
Emil Cyran (ur. 20 października 1886 w Bogunicach, zm. 12 sierpnia 1966 w Lublińcu) – polski lekarz psychiatra, działacz narodowy i społeczny, wieloletni dyrektor szpitala psychiatrycznego w Lublińcu. 

## Życiorys
W latach studiów uniwersyteckich związał się z młodzieżowymi organizacjami narodowej demokracji. W 1917 roku należał do współorganizatorów Towarzystwa Oświaty na Śląsku im. św. Jacka. W latach 1919–1922 jako przewodniczący PCK na Śląsku kierował akcją charytatywną na rzecz powstań śląskich oraz wdów i sierot po powstańcach.
W 1921 roku został redaktorem i wydawcą założonego wówczas pisma pod nazwą „Goniec Śląski”, które położyło znaczne zasługi w polskiej przedplebiscytowej akcji propagandowej. Był lekarzem w Bytomiu. Przez cały okres międzywojenny pełnił obowiązki dyrektora szpitala psychiatrycznego w Lublińcu.
2 maja 1923 został odznaczony Krzyżem Kawalerskim Orderu Odrodzenia Polski „za zasługi, położone około przyłączenia Górnego Śląska do Rzeczypospolitej Polskiej”.
W czasie wojny przebywał w obozie dla internowanych w Rumunii, a następnie w obozie jenieckim w Niemczech. Po wojnie wrócił do Lublińca i kierowania szpitalem. Tam też zmarł i został pochowany. Jego imieniem nazwano Wojewódzki Szpital Neuropsychiatryczny w Lublińcu.